# Каталін Мароші
Каталін Мароші (угор. Katalin Marosi, нар. 12 листопада 1979, Георгень) — колишня професійна угорська тенісистка.
Здобула 15 одиночних та 31 парний титул туру ITF.
Найвищу одиночну позицію рейтингу WTA — 101 місце досягнула 8 травня 2000, парну — 33 місце — 6 травня 2013 року.
В Кубку Федерації рахунок перемог-поразок становить 15–13.
Завершила кар'єру 2016 року.

## Фінали турнірів WTA

### Парний розряд: 3 (3 поразки)
| Легенда                                      |
| -------------------------------------------- |
| Турніри Великого шолома (0–0)                |
| Турніри WTA Tour (0–0)                       |
| Tier I / Premier Mandatory & Premier 5 (0–0) |
| Tier II / Premier (0–0)                      |
| Tier III, IV & V / International (0–3)       |

| Фінали за покриттям |
| ------------------- |
| Тверде (0–0)        |
| Трава (0–0)         |
| Ґрунт (0–3)         |

| Результат | Ранг | Дата          | Турнір                                                | Покриття | Партнер      | Опоненти                         | Рахунок          |
| Поразка   | 1.   | 9 травня 2009 | Estoril Open, Португалія                              | Ґрунт    | Шерон Фічмен | Ракел Атаво Абігейл Спірс        | 6–2, 3–6, [5–10] |
| Поразка   | 2.   | 14 липня 2012 | Internazionali Femminili di Tennis di Palermo, Італія | Ґрунт    | Дарія Юрак   | Рената Ворачова Барбора Стрицова | 6–7(5–7), 4–6    |
| Поразка   | 3.   | 4 травня 2013 | Estoril Open, Португалія                              | Ґрунт    | Дарія Юрак   | Чжань Хаоцін Крістіна Младенович | 6–7(3–7), 2–6    |

## Фінали ITF

### Одиночний розряд: 22 (15–7)
| Турніри $100,000 |
| Турніри $75,000  |
| Турніри $50,000  |
| Турніри $25,000  |
| Турніри $10,000  |

| Результат | Ранг | Дата              | Турнір                         | Покриття | Опонент              | Рахунок            |
| --------- | ---- | ----------------- | ------------------------------ | -------- | -------------------- | ------------------ |
| Поразка   | 1.   | 18 вересня 1995   | Клуж-Напока, Румунія           | Ґрунт    | Ралука Санду         | 3–6, 3–6           |
| Перемога  | 1.   | 4 грудня 1995     | Сан-Паулу, Бразилія            | Тверде   | Меган Шонессі        | 6–0, 6–2           |
| Перемога  | 2.   | 8 липня 1996      | Віго, Іспанія                  | Ґрунт    | Хісела Рієра         | 6–1, 6–2           |
| Перемога  | 3.   | 25 листопада 1996 | Сан-Паулу, Бразилія            | Тверде   | Кейрстен Еллі        | 6–7(2–7), 6–3, 6–4 |
| Перемога  | 4.   | 2 грудня 1996     | Сан-Паулу, Бразилія            | Тверде   | Кейрстен Еллі        | 6–3, 6–1           |
| Перемога  | 5.   | 7 квітня 1997     | Вінья-дель-Мар, Чилі           | Ґрунт    | Селесте Контін       | 6–1, 6–4           |
| Перемога  | 6.   | 26 травня 1997    | Барселона, Іспанія             | Ґрунт    | Марта Кано           | 6–2, 6–3           |
| Поразка   | 2.   | 28 вересня 1998   | Кордова (місто, Аргентина)     | Ґрунт    | Еріка Краут          | 6–2, 1–6, 4–6      |
| Перемога  | 7.   | 30 листопада 1998 | Гвадалахара (Мексика), Мексика | Ґрунт    | Ванесса Менга        | 7–5, 6–3           |
| Перемога  | 8.   | 13 грудня 1999    | New Delhi, Індія               | Тверде   | Татьяна Гарбін       | 6–2, 1–1 ret.      |
| Поразка   | 3.   | 6 березня 2000    | Хайкоу, КНР                    | Тверде   | Ї Цзін-Цянь          | 6–4, 0–6, 1–6      |
| Перемога  | 9.   | 27 листопада 2000 | Тусон (Аризона), USA           | Тверде   | Аліна Жидкова        | 6–7(3–7), 6–4, 6–3 |
| Перемога  | 10.  | 21 травня 2002    | Турин, Італія                  | Ґрунт    | Maja Palaveršić      | 4–6, 6–1, 6–0      |
| Поразка   | 4.   | 12 липня 2004     | Campos do Jordão, Бразилія     | Тверде   | Марія Фернанда Алвеш | 5–7, 6–7(2–7)      |
| Перемога  | 11.  | 16 серпня 2004    | Кендзежин-Козьле, Польща       | Ґрунт    | Veronika Raimrova    | 6–4, 4–6, 6–2      |
| Перемога  | 12.  | 30 серпня 2005    | Глівіце, Польща                | Ґрунт    | Наталія Колат        | 6–1, 6–3           |
| Перемога  | 13.  | 21 травня 2006    | Будапешт, Угорщина             | Ґрунт    | Наташа Зорич         | 6–4, 7–5           |
| Перемога  | 14.  | 26 червня 2006    | Зальцбург, Австрія             | Ґрунт    | Сандра Клеменшиц     | walkover           |
| Перемога  | 15.  | 28 квітня 2008    | Bell Ville, Аргентина          | Ґрунт    | Aranza Salut         | 6–2, 6–2           |
| Поразка   | 5.   | 11 серпня 2008    | Палич, Сербія                  | Ґрунт    | Ленка Вєнерова       | 5–7, 6–7(6–8)      |
| Поразка   | 6.   | 29 червня 2009    | Штутгарт, Німеччина            | Ґрунт    | Заріна Діяс          | 1–6, 2–6           |
| Поразка   | 7.   | 31 серпня 2009    | Марибор, Словенія              | Ґрунт    | Симона Халеп         | 4–6, 2–6           |

Вихід у фінал, який не відбувся
| Результат | Ранг | Дата           | Турнір         | Покриття | Опонент  | Рахунок |
| --------- | ---- | -------------- | -------------- | -------- | -------- | ------- |
| —         | Н/Д  | 10 жовтня 1999 | Batumi, Грузія | Килим    | Юлія Абе | NP      |

### Парний розряд 55 (31–24)
| Результат | Ранг | Дата              | Турнір                                        | Покриття   | Партнер             | Опоненти                                             | Рахунок                    |
| --------- | ---- | ----------------- | --------------------------------------------- | ---------- | ------------------- | ---------------------------------------------------- | -------------------------- |
| Перемога  | 1.   | 30 жовтня 1995    | Сантьяго, Чилі                                | Ґрунт      | Міріам Д'Агостіні   | Bárbara Castro María-Alejandra Quezada               | 6–0, 6–3                   |
| Перемога  | 2.   | 6 листопада 1995  | Сан-Паулу, Бразилія                           | Ґрунт      | Міріам Д'Агостіні   | Лаура Монтальво Сінтія Торторелла                    | 6–1, 1–6, 7–5              |
| Перемога  | 3.   | 13 листопада 1995 | Буенос-Айрес, Аргентина                       | Ґрунт      | Міріам Д'Агостіні   | Florencia Cianfagna Паола Суарес                     | 6–7(4–7), 6–0, 6–3         |
| Поразка   | 1.   | 4 грудня 1995     | Сан-Паулу, Бразилія                           | Тверде     | Нанні де Вільєрс    | Ванесса Менга Лусіана Телла                          | 3–6, 2–6                   |
| Перемога  | 4.   | 9 грудня 1996     | Сан-Паулу, Бразилія                           | Ґрунт      | Florencia Cianfagna | Кейрстен Еллі Paige Yaroshuk                         | 6–4, 6–7(4–7), 6–3         |
| Перемога  | 5.   | 7 квітня 1997     | Вінья-дель-Мар, Чилі                          | Ґрунт      | Вероніка Стеле      | Селесте Контін Лусіана Масанте                       | 6–1, 5–7, 6–2              |
| Поразка   | 2.   | 26 травня 1997    | Барселона, Іспанія                            | Ґрунт      | Вероніка Стеле      | Кім де Вейлле Аманда Гопманс                         | 4–6, 7–5, 4–6              |
| Перемога  | 6.   | 9 червня 1997     | Будапешт, Угорщина                            | Ґрунт      | Вероніка Стеле      | Олена Татаркова Фабіола Сулуага                      | 6–3, 6–3                   |
| Перемога  | 7.   | 16 червня 1997    | Марсель, Франція                              | Ґрунт      | Вероніка Стеле      | Каролін Денін Ніно Луарсабішвілі                     | 6–2, 4–6, 6–1              |
| Перемога  | 8.   | 30 червня 1997    | Мон-де-Марсан, Франція                        | Ґрунт      | Вероніка Стеле      | Обата Саорі Урабе Намі                               | 6–4, 6–3                   |
| Поразка   | 3.   | 29 вересня 1997   | Оточець, Словенія                             | Ґрунт      | Петра Мандула       | Ленка Ценкова Катержина Крупова                      | 5–7, 6–7(3–7)              |
| Поразка   | 4.   | 10 листопада 1997 | Гавр, Франція                                 | Ґрунт (i)  | Кароліна Шнайдер    | Мелані Шнелль Джулі Стівен                           | 2–6, 6–3, 6–7(3–7)         |
| Поразка   | 5.   | 17 листопада 1997 | Довіль (Кальвадос), Франція                   | Ґрунт (i)  | Кароліна Шнайдер    | Юлія Абе Любомира Бачева                             | 6–2, 6–4                   |
| Поразка   | 6.   | 24 листопада 1997 | Майорка, Іспанія                              | Ґрунт      | Мелані Шнелль       | Роса Марія Андрес Родрігес Маріна Ескобар            | 4–6, 2–6                   |
| Перемога  | 9.   | 1 грудня 1997     | Майорка, Іспанія                              | Ґрунт      | Мелані Шнелль       | Марта Кано Кончіта Мартінес                          | 6–4, 4–6, 7–5              |
| Поразка   | 7.   | 5 жовтня 1998     | Сантьяго, Чилі                                | Ґрунт      | Міріам Д'Агостіні   | Лаура Монтальво Паола Суарес                         | 1–6, 2–6                   |
| Поразка   | 8.   | 30 листопада 1998 | Гвадалахара (Мексика), Мексика                | Ґрунт      | Міріам Д'Агостіні   | Ліндсей Лі-Вотерс Меган Шонессі                      | 1–6, 3–6                   |
| Перемога  | 10.  | 22 лютого 1999    | Bushey, Great Britain                         | Килим      | Еммануель Гальярді  | Светлана Кривенчева Тіна Кріжан                      | 6–7(4–7), 6–2, 7–6(7–0)    |
| Перемога  | 11.  | 26 квітня 1999    | Ешпіню                                        | Ґрунт      | Алісія Ортуньйо     | Франческа Любіані Марія Паола Дзавальї               | 6–3, 6–4                   |
| Поразка   | 9.   | 30 серпня 1999    | Фано, Італія                                  | Ґрунт      | Алісія Ортуньйо     | Деббі Гак Андреа ван ден Гурк                        | 1–6, 4–6                   |
| Поразка   | 10.  | 20 вересня 1999   | Софія, Болгарія                               | Ґрунт      | Надія Островська    | Роса Марія Андрес Родрігес Кончіта Мартінес Гранадос | walkover                   |
| Поразка   | 11.  | 28 лютого 2000    | Ченду, КНР                                    | Тверде     | Жоана Кортез        | Лі На Лі Тін                                         | 1–6, 3–6                   |
| Перемога  | 12.  | 3 квітня 2000     | Дубай (місто), ОАЕ                            | Тверде     | Татьяна Гарбін      | Анжеліка Бахманн Тіна Кріжан                         | 7–6(7–5), 6–3              |
| Перемога  | 13.  | 9 жовтня 2000     | Пуатьє, Франція                               | Тверде (i) | Іветте Бастінг      | Петра Мандула Патріція Вартуш                        | 7–6(7–4), 6–1              |
| Перемога  | 14.  | 27 листопада 2000 | Тусон (Аризона), США                          | Тверде     | Лізель Губер        | Дон Бут Джолен Ватанабе                              | 6–4, 6–2                   |
| Поразка   | 12.  | 2 квітня 2001     | Дубай (місто), ОАЕ                            | Тверде     | Каролін Денін       | Лоранс Куртуа Седа Норландер                         | 3–6, 0–6                   |
| Поразка   | 13.  | 23 липня 2001     | Еттенгайм, Німеччина                          | Ґрунт      | Ірина Селютіна      | Ева Дірберг Мая Матевжич                             | walkover                   |
| Перемога  | 15.  | 3 вересня 2001    | Фано, Італія                                  | Ґрунт      | Джулія Казоні       | Ева Бес-Остаріс Хісела Рієра                         | 6–3, 6–4                   |
| Перемога  | 16.  | 24 вересня 2001   | Батумі, Грузія                                | Килим      | Тетяна Пучек        | Надія Островська Анастасія Родіонова                 | 6–3, 7–6(3)                |
| Поразка   | 14.  | 21 травня 2002    | Турин, Італія                                 | Ґрунт      | Еріка Краут         | Katarina Mišić Драгана Зарич                         | 6–7(5–7), 3–6              |
| Поразка   | 15.  | 27 травня 2002    | Мостар, Боснія і Герцеговина                  | Ґрунт      | Katarina Mišić      | Тіна Герголд Сандра Начук                            | 6–3, 6–3                   |
| Перемога  | 17.  | 22 липня 2002     | Чеський Крумлов, Чехія                        | Ґрунт      | Тіна Герголд        | Габріела Хмелінова Мілена Неквапілова                | 6–7(2–7), 5–7              |
| Перемога  | 18.  | 3 грудня 2002     | Бойнтон-Біч, США                              | Ґрунт      | Саманта Рівз        | Аліна Жидкова Ліна Красноруцька                      | 2–6, 6–7(5–7)              |
| Перемога  | 19.  | 22 червня 2004    | Фонтанафредда, Італія                         | Ґрунт      | Еріка Краут         | Мартіна Мюллер Владіміра Угліржова                   | 2–6, 6–3, 6–2              |
| Перемога  | 20.  | 16 серпня 2004    | Кендзежин-Козьле, Польща                      | Ґрунт      | Маріна Таваріс      | Iveta Gerlová Сандра Заглавова                       | 1–6, 6–4, 6–2              |
| Поразка   | 16.  | 31 серпня 2004    | Местре, Італія                                | Ґрунт      | Маріна Таваріс      | Роса Марія Андрес Родрігес Лурдес Домінгес Ліно      | 1–6, 2–6                   |
| Поразка   | 17.  | 10 травня 2005    | Казале-Монферрато, Італія                     | Ґрунт      | Глорія Піццікіні    | Жоана Кортез Роксане Вайзенберг                      | 2–6, 0–6                   |
| Поразка   | 18.  | 23 серпня 2005    | Марибор, Словенія                             | Ґрунт      | Маріна Таваріс      | Mari Andersson Крістіна Андловіч                     | 6–7(2–7), 3–6              |
| Поразка   | 19.  | 27 вересня 2005   | Волос (місто), Греція                         | Килим      | Маріна Таваріс      | Ніколе Клеріко Katariina Tuohimaa                    | 4–6, 2–6                   |
| Перемога  | 21.  | 4 жовтня 2005     | Рим, Італія                                   | Ґрунт      | Маріна Таваріс      | Giulia Meruzzi Nancy Rustignoli                      | walkover                   |
| Перемога  | 22.  | 26 червня 2006    | Зальцбург, Австрія                            | Ґрунт      | Маріна Таваріс      | Даніела Клеменшиц Сандра Клеменшиц                   | 3–6, 7–6(7–2), 6–3         |
| Перемога  | 23.  | 16 червня 2008    | Давос, Швейцарія                              | Ґрунт      | Маріна Таваріс      | Катержина Крамперова Яніна Тольян                    | 5–7, 6–4, [10–7]           |
| Поразка   | 20.  | 30 червня 2008    | Штутгарт, Німеччина                           | Ґрунт      | Маріна Таваріс      | Крістіна Барруа Лаура Зігемунд                       | 3–6, 4–6                   |
| Перемога  | 24.  | 20 жовтня 2008    | Сагне (місто), Канада                         | Тверде (i) | Маріна Таваріс      | Габріела Дабровскі Шерон Фічмен                      | 2–6, 6–4, [10–4]           |
| Перемога  | 25.  | 16 березня 2009   | Каїр, Єгипет                                  | Ґрунт      | Аніко Капрош        | Меган Мултон-Леві Лаура Зігемунд                     | 7–5, 6–3                   |
| Перемога  | 26.  | 23 березня 2009   | Латина (місто)                                | Ґрунт      | Маріна Таваріс      | Катерина Лопес Марина Шамайко                        | 6–2, 6–0                   |
| Перемога  | 27.  | 29 червня 2009    | Штутгарт, Німеччина                           | Ґрунт      | Лаура Зігемунд      | Leonie Mekel Катрін Верле                            | 7–6(7–2), 6–7(6–8), [10–4] |
| Поразка   | 21.  | 30 листопада 2009 | Пршеров, Чехія                                | Тверде (i) | Дарія Юрак          | Сандра Клеменшиц Андрея Клепач                       | 7–6(7–3), 3–6, [10–7]      |
| Поразка   | 22.  | 6 червня 2011     | Злін, Чехія                                   | Ґрунт      | Река-Луца Яні       | Юлія Бейгельзимер Маргаліта Чахнашвілі               | 6–3, 1–6, 4–6              |
| Перемога  | 28.  | 12 вересня 2011   | Загреб, Хорватія                              | Тверде     | Марія Жуан Келер    | Марія Абрамович Міхаела Бузернеску                   | 6–0, 6–3                   |
| Перемога  | 29.  | 19 вересня 2011   | Шрусбері, Great Britain                       | Тверде     | Марія Жуан Келер    | Аманда Елліотт Джоанна Конта                         | 7–6(7–3), 6–1              |
| Поразка   | 23.  | 19 грудня 2011    | Анкара, Туреччина                             | Тверде     | Жанетта Гусарова    | Ніна Братчикова Дарія Юрак                           | 4–6, 2–6                   |
| Перемога  | 30.  | 5 березня 2012    | Ірапуато, Мексика                             | Тверде     | Жанетта Гусарова    | Марія Елена Камерін Марія Коритцева                  | 6–2, 6–7(9–11), [10–7]     |
| Перемога  | 31.  | 12 березня 2012   | Нассау (Багамські Острови), Багамські Острови | Тверде     | Жанетта Гусарова    | Ева Бірнерова Енн Кеотавонг                          | 6–1, 3–6, [10–6]           |
| Поразка   | 24.  | 7 травня 2012     | Кань-сюр-Мер, Франція                         | Ґрунт      | Рената Ворачова     | Олександра Панова Уршуля Радванська                  | 5–7, 6–4, [6–10]           |

Вихід у фінал, який не відбувся
| Результат | Ранг | Дата          | Турнір                     | Покриття | Партнер           | Опоненти                         | Рахунок |
| --------- | ---- | ------------- | -------------------------- | -------- | ----------------- | -------------------------------- | ------- |
| —         | Н/Д  | 18 липня 2004 | Campos do Jordão, Бразилія | Тверде   | Фредеріка Пієдаде | Марія Фернанда Алвеш Карла Тіене | NP      |

## Досягнення в одиночних змаганнях
| Турніри Великого Шлему           |       |       |       |       |       |       |       |       |       |       |       |       |       |       |       |       |         |
| Australian Open                  |       |       |       | К1р   | К2р   | 1р    | К3р   | К1р   | К2р   |       |       |       |       | К3р   | К2р   |       | 7–8     |
| French Open                      |       |       |       |       | 1р    | К1р   |       | К3р   | К1р   |       |       |       |       | К1р   | К1р   |       | 2–6     |
| Вімблдонський турнір             |       |       |       | К3р   | 2р    | К1р   | К1р   | К1р   |       |       |       |       |       | К1р   | К1р   |       | 3–7     |
| Відкритий чемпіонат США з тенісу | К1р   |       |       | К2р   | 1р    | К1р   | К2р   | К1р   |       |       |       |       |       | К2р   |       | К1р   | 3–8     |
|                                  | 0 / 0 | 0 / 0 | 0 / 0 | 0 / 0 | 1 / 3 | 0 / 1 | 0 / 0 | 0 / 0 | 0 / 0 | 0 / 0 | 0 / 0 | 0 / 0 | 0 / 0 | 0 / 0 | 0 / 0 | 0 / 0 | 15 / 29 |

## Досягнення в парних змаганнях
| Турніри Великого шолома          |       |       |       |       |       |       |       |       |       |       |       |       |       |       |       |       |       |       |        |
| Australian Open                  | 1р    |       | 3р    | 2р    | 1р    | 2р    | 1р    |       |       |       |       |       |       |       |       | 2р    |       |       | 5–7    |
| French Open                      | 1р    | 1р    | 1р    | 1р    |       | 1р    |       |       |       |       |       |       |       |       | 1р    | 2р    |       |       | 1–7    |
| Вімблдонський турнір             |       | 1р    | 1р    | 1р    |       | 1р    |       |       |       |       |       | 1р    | 1р    | 1р    | 2р    | 1р    |       | 1р    | 1–10   |
| Відкритий чемпіонат США з тенісу |       | 1р    | 1р    | 1р    |       | 1р    |       |       |       |       |       |       |       |       | 2р    | 2р    |       | 1р    | 2–7    |
|                                  | 0 / 2 | 0 / 3 | 2 / 4 | 1 / 4 | 0 / 1 | 1 / 4 | 0 / 1 | 0 / 0 | 0 / 0 | 0 / 0 | 0 / 0 | 0 / 1 | 0 / 1 | 0 / 1 | 2 / 3 | 3 / 4 | 0 / 0 | 0 / 2 | 9 / 31 |